# Сям-Можга
Сям-Можга — село в Увинском районе Удмуртии. Административный центр Сям-Можгинского сельского поселения.

## География
Село находится на расстоянии 18 км к северо-западу от посёлка Ува, административного центра района, и 110 км к западу от города Ижевск, столицы республики.

### Часовой пояс
Село Сям-Можга, как и вся Удмуртская Республика, находится в часовой зоне МСК+1. Смещение применяемого времени относительно UTC составляет +4:00.

## Население
| 2010 | 2012 |
| ---- | ---- |
| 410  | ↘398 |

## Улицы
| - ул. Зелёная, - ул. Калинина, - ул. К. Маркса, | - ул. Пушкина, - ул. Советская, - ул. Удмуртская, | - пер. Церковный, - ул. Чкалова, - ул. Школьная. |